# Ревич, Александр Михайлович
Алекса́ндр Миха́йлович Ре́вич (настоящее имя — Рафаэль Михайлович Шендерович; 2 ноября 1921, Ростов-на-Дону — 24 октября 2012, Москва) — русский поэт и переводчик, педагог. Лауреат Государственной премии России (1998).

## Биография
До Великой Отечественной войны учился в военном училище пограничных войск в Орджоникидзе, вышел из него лейтенантом и сразу был отправлен на фронт. В Одесской области попал в плен, бежал, прошёл пешком всю оккупированную Украину, снова был захвачен немцами при попытке перейти линию фронта в районе Таганрога, снова побег и переход через замерший Таганрогский залив, добрался до своих. В декабре 1941 года Особым отделом Южного фронта осуждён, попал в штрафбат. Тяжело ранен при переправе через реку Донец, восстановлен в офицерских правах. Демобилизован после третьего ранения. Награждён орденами Отечественной войны 1-й и 2-й степени, Красной Звезды (за побег из плена в 1958 г.), 24 медалями, в том числе «За оборону Сталинграда».
После демобилизации в 1945-46 гг. учился на историческом факультете Ростовского-на-Дону госуниверситета, в 1947 г. в МГУ на историческом факультете, в 1947—1951 студент Литературного института им. Горького (поэтический семинар П. Антокольского, окончил в 1951 г.). Литературный псевдоним Ревич — девичья фамилия бабушки по материнской линии, врача Розалии Элиазаровны (Лазаревны) Сабсович (1860—1942). Преподавал на кафедре художественного перевода Литинститута с 1994 по 2011 год, профессор.
Умер 24 октября 2012 года. Похоронен на Ваганьковском кладбище (25 уч.).

### Творческий путь
Как поэт-переводчик начал активно печататься с начала 1950-х годов. Много переводил с польского, сам писал стихи по-польски. В 1970-е годы начал переводить с французского. Главные переводческие работы — книга П. Верлена «Мудрость» и «Трагические поэмы» Агриппы Д’Обинье.
Среди других переведённых поэтов:
- с итальянского — Франческо Петрарка
- с сербско-хорватского — Гекторович, Налешкович, Димитрович, Ранино, Баракович, Златарич, Примович, Мажибрадич, Гундулич, «Юнацкие песни»
- с французского — де Перье, Ронсар, дю Бартас, Малерб, де Ренье, Расин, Гюго, Мюссе, Нерваль, Бодлер, Рембо, Малларме, Гийом Аполлинер, Луи Арагон, Жакоте
- с немецкого — Гёте, Тик, Брентано, Гейне
- с польского — Бродзинский, Мицкевич, Словацкий, Бервинский, Ленартович, Сырокомля, Аснык, Тетмайер, Тувим, Броневский, Ивашкевич, Галчинский, Ружевич, Пшибось, Бачинский
- с английского — Сидни, Мур
- с новогреческого — Варналис, Рицос, Паламас, Соломос (совместно с А. А. Тарковским)

С 1962 года — член Союза писателей СССР.
Книги стихов Ревича выходили с 1970 г.

## Семья
Отец, Михаил Павлович (Файбишевич) Шендерович, происходил из многодетной семьи дамского портного, был младшим офицером в Добровольческой армии, учился в Петербургской консерватории по классу виолончели А. В. Вержбиловича. Мать — врач Вера Рафаиловна Сабсович (?—1963), из семьи врачей (её родители — Рафаил Лазарович Сабсович и Розалия Елиазаровна Сабсович, урождённая Ревич, — руководили частной лечебницей Сабсовичей в Ростове), приходилась племянницей жене С. М. Кирова Марии Львовне Маркус (1885—1945), заведующей трудпрофилакторием Института экономики АН СССР.
Сестра матери, Елизавета Рафаиловна Сабсович, была замужем за скульптором Иовом Корниловичем Алтуховым (1884—1937). Дядя (муж сестры отца, меццо-сопрано Елены Павловны Шендерович) — советский отоларинголог и онколог, профессор Давид Иосифович Зимонт (1883—1961), основатель и первый заведующий кафедры болезней уха, горла и носа Ростовского медицинского института (1931—1953). Двоюродный брат — пианист, концертмейстер, профессор Евгений Михайлович Шендерович (1918—1999).
Родители расстались, когда Александру было 6 лет; отец был расстрелян немцами в 1942 году под Таганрогом.
Жена — Мария Исааковна Ревич (1922—2014), дочь профессора-педиатра Исаака Еремеевича Майзеля (1875—1960).

## Сочинения

### Поэзия
- След огня: Стихи, поэма. — М.: Советский писатель, 1970. — 102 с.
- Единство времени: Стихи. — М.: Советский писатель, 1977. — 102 с.
- Поэмы / Предисл. И. Сельвинского, Н. Панченко, Евг. Рейна. — М.: РИФ «РОЙ», 1994. — 96 с. — 1000 экз. — ISBN 5-89956-019-3
- Говорят поля. — М.: РБП, 1995. — 7 с., включая обл. — (Рекламная библиотечка поэзии) (50 лет Великой Победы). — ISBN 5-7612-0227-1
- Чаша: Стихотворения. Поэмы. Переводы. — М.: Ладомир, 1999. — 207 с.; портр. — ISBN 5-86218-305-1
- Дарованные дни: Стихи, поэмы, переводы. — М.: Время, 2004. — 735 с., [4] л. ил., портр.; В пер. — (Поэтическая библиотека). -ISBN 5-94117-062-9
- Из книги жизни: Поэмы, записки поэта. — М.: Радуга, 2007. — 286 с.; В пер. — ISBN 978-5-05-006406-6
- Позднее прощание: Лирика, поэмы, записки. — М.: Русский импульс, 2010. — 479 с.; В пер. — ISBN 978-5-902525-35-7
- А в небе ангелы летят: Военные стихи и поэмы / [Сост. Г. Климова]. — М.: Этерна, 2013. — 479 с.: ил., портр. — ISBN 978-5-480-00313-0
- Перед светом: О войне. О Москве: Стихотворения, поэмы. — М.: Вече, 2013. — 367 с., [8] л. ил., портр., цв. ил. — ISBN 978-5-4444-1168-1

### Переводы
- Гадагатль А. М. Песнь об ауле: Адыгейская повесть / Авториз. пер. с адыг. А. Ревича. — Краснодар: Кн. изд-во, 1954. — 119 с.
- Джонуа Ч. У подножья горы / Авториз пер. с абхазск. А. Ревича. — М.: Советский писатель, 1961. — 79 с.
- Йондо Э. Э. Камерун! Камерун! / Пер. с фр. А. Ревича. — М.: Худож. лит., 1963. — 83 с.
- Имерманис А. Земля во вселенной одна: Стихи и поэмы / Пер. с латыш. А. Ревича. — М.: Советский писатель, 1967. — 110 с.
- Озга-Михальский Ю. Полнолуние: Стихи и поэмы / Пер. с польск. О. Ивинской и А. Ревича. — М.: Прогресс, 1967. — 115 с.
- Эрнандес Амадо В.. Зёрна риса / Перевод с тагальского А. Ревича; [Предисл. В. Макаренко; Сост., подстроч. пер. и примеч. С. Игнашева и В. Макаренко]. — М.: Худож. лит., 1971. — 223 с.
- Амир Хосров Дехлеви. Восемь райских садов: Поэма / Пер. с фарси А. Ревича. — М.: Худож. лит., 1975. — 256 с.
- Вациетис О. Часы разной длины / Пер. с латыш. А. Ревича и О. Чухонцева. — М.: Советский писатель, 1977. — 119 с.
- Песни Шираза: Персидская народная поэзия в переводах А. Ревича. — М.: Худож. лит., 1987. — 240 с.
- Верлен П. Стихотворения / Пер. с фр., [сост. и предисл.] А. Ревича. — М.: Худож. лит., 1998. — 317 с.
- д’Обинье Т. Агриппа. Трагические поэмы / [Пер. с фр., вступ. ст., стихотвор. вступ. и коммент. А. Ревича]. — М.: Присцельс: Русслит, 1996. — 528 с.
  - То же. 2-е изд., испр. — М.: РИПОЛ классик, 2002. — 559 с.: портр., факс. — (Симфония разума). — ISBN 5-7905-1359-X
- Паломник: Страницы европейской поэзии XIV—XX веков в переводах А. Ревича. — М.: Этерна, 2007. — 560 с. ISBN 978-5-480-00140-2
- Слушай, память…: Переводы с французского / [Сост. Ю. Покровская]. — М.: Русский импульс, 2014. — 639 с.: ил., портр. — ISBN 978-5-902525-60-8

## Признание
Лауреат Государственной премии России за перевод книги Агриппы Д’Обинье Трагические поэмы (1999, за эту работу ему была присуждена также Премия Мориса Ваксмахера), премии «Мастер» (2007), премия «Венец» (2008) за книгу стихов и поэм «Дарованные дни».